# Stouby
Stouby is een plaats in de Deense regio Midden-Jutland, gemeente Hedensted, en telt 766 inwoners (2008).